# 吉隆坡塔
吉隆坡塔（简称「KL Tower」）是一座位于马来西亚吉隆坡的高塔，塔高421米（1381英尺），1995年建成时是当时世界第四高塔，至2020年仍然保持第七名，与鄰近的双峰塔同為吉隆坡的地标及象徵。吉隆坡塔位于咖啡山上，主要作为通讯塔用途，并开放供游客参观。

## 建造
吉隆坡塔自1991年开始施工建造，1995年完成，并在1996年对外开放。建造工程共分成三个阶段。
第一阶段的工程始于1991年10月4日，主要是加宽Punchak路，并在工地挖掘泥土。这一阶段在1992年8月15日完成。第二阶段的工程是建造塔基和地下楼层，在1992年7月6日开始。其间，约有5万立方米的混凝土在31小时内连续不断浇灌完成，创下了马来西亚建筑史上的记录。直到1993年4月15日完成为止，完全没有进行任何打桩工程。第三阶段，单调的上部建筑工程在1994年5月启动，先是开始建造塔井，然后再建塔头。在塔头建设的最后阶段，观光建设工程随之开始。
吉隆坡塔的设计引用了伊斯兰风格，将东方的文化设计与西方的建造技术结合在一起，反映了马来西亚的伊斯兰文化传统。塔座出入口大厅的穹顶以精美的玻璃装饰，看似一个闪烁的巨大钻石。这穹顶的布置形式是一种波斯的建筑风格，称为“穆加纳斯”，由来自伊朗伊斯法罕的工匠完成。
1994年9月13日，举行了封顶仪式。仪式中时任马来西亚首相马哈迪·莫哈末为吉隆坡塔安置天线杆，最后离地高度标示为421米。其它设施的装修工作则继续进行，以确保塔的安全及舒适。1996年7月23日，完工的吉隆坡塔开始向公众开放。1996年10月1日，首相马哈迪·莫哈末正式为吉隆坡塔开幕。